# 共犯
共犯（きょうはん）とは、正犯に対置される概念であり、複数人が同一の犯罪に関与する形態をいう。

## 共犯の分類
共犯は必要的共犯と任意的共犯に分かれる。
後者には共同正犯、教唆犯、幇助犯の3つが属する（これらを総称して広義の共犯といい、特に教唆犯と幇助犯の2つのみを指して狭義の共犯という）。
- 共犯（最広義）
  - 必要的共犯
    - 多衆犯
    - 対向犯

  - 任意的共犯（広義の共犯）
    - 共同正犯（正犯の一種でもある）
    - 狭義の共犯（加担犯）
      - 教唆犯
      - 幇助犯（従犯）

## 必要的共犯
必要的共犯とは、構成要件上初めから複数の行為者を予定して定められている犯罪をいう。内乱罪、騒乱罪などの多衆犯と、重婚罪、賄賂罪などの対向犯がある。
対向犯の成立には相手方の存在を必要とするが、相手方処罰規定を欠く場合もある（旧刑法（明治13年太政官布告第36号）には贈賄罪の規定は存在しなかった）。
- 重婚罪：配偶者のある者（b:刑法第184条前段で処罰）とその相手方（b:刑法第184条後段で処罰）
- 賄賂罪：賄賂を受ける公務員（b:刑法第197条前段で処罰）と賄賂を供与する者（b:刑法第198条で処罰）
- わいせつ物頒布罪：わいせつな文章・図画を頒布等する者（b:刑法第175条前段）と頒布を受ける者（不可罰）

## 任意的共犯
任意的共犯とは、条文上単独の行為者を想定して定められている犯罪を、2人以上の行為者によって実行する場合をいう。これは広義の共犯ともいわれる。
例えば殺人罪や窃盗罪は行為者が単独でも実行できるが、こうした犯罪を複数で実行することが任意的共犯である。
任意的共犯には共同正犯、教唆犯、幇助犯の3種がある。
共同正犯複数の者が共同して犯罪を実行した場合、共犯者の全員が正犯として、別の共犯者の行為やその結果についても責任を負う（一部実行全部責任）こととなる。詳しくは共同正犯の項目を参照。
教唆犯人をそそのかして「犯罪」を実行させた者をいい、正犯と同じ刑が科される（b:刑法第61条1項）。この教唆犯を教唆した場合を間接教唆と呼び、第61条2項により処罰される。さらにこの間接教唆者に教唆する場合を再間接教唆と呼び、これ以降の間接教唆を連鎖教唆と呼ぶ。連鎖教唆については刑法61条1項のような規定がないことからこれを処罰しうるか争いがあるが、判例は処罰を肯定する。
幇助犯「正犯」を幇助した者をいう。幇助とは、正犯でない者が正犯の実行を容易にすることをいい、犯罪に使うもの（凶器など）を用意するといった物理的方法はもちろんのこと、正犯者を勇気づけるといった精神的方法でも幇助にあたるとされる。詳しくは幇助の項目を参照。

## 正犯と共犯
刑法各則の定める構成要件を自ら単独で実現する場合を単独正犯という。
正犯と共犯の区別が問題となるのは間接正犯の場合である。これに関してそもそも正犯と共犯がいかなる関係に立つかが問題となり、かつては、共犯を処罰縮小事由とする拡張的正犯概念と共犯を処罰拡張事由とする限縮的正犯概念の対立があったが、現在では後者が通説である。限縮的正犯概念からは、正犯性を有する場合にのみ正犯になりえ、正犯にならない場合には（正犯性がなくても）共犯の成否が問題になるということになろう。もっとも、共犯の成立のためには正犯性を有しないことを要するとする見解もある。正犯性については正犯の項を参照。
正犯と共犯の区別という論点がある。ここでいう共犯は狭義の共犯である。以下のような対立がある。
1. 主観説：正犯意思の有無による。
2. 形式的客観説：実行行為の分担の有無による。かつての通説。
3. 実質的客観説：構成要件実現への支配・寄与の程度ないし結果の帰属といった点により判断する。現在の多数説。

## 共犯の従属性
実行従属性、要素従属性、罪名従属性の3つに分けて考えられている。
例：Aは資金繰りの悪くなった会社経営者のBに対して、「取引先を脅して金を奪ってしまえ」と執拗に勧めた。しかしBは「馬鹿なことを言うな」といって全く取り合わなかった。
もしもBが実際に取引先を脅して金を奪った場合、Aは恐喝罪の教唆犯として処罰される。この例ではAが恐喝を唆しているが、Bは恐喝の実行に着手すらしていないため、Aには何らの犯罪も成立しない。このような見解を共犯従属性説（反対の見解が共犯独立性説）といい、現在の学説と実務の支配的な立場である。
この「正犯者が犯罪の実行に着手しなければ共犯は成立しない」という考え方は実行従属性の原則といわれる（ただし、これは一般法としての刑法で認められた原則であって、特別刑法において教唆行為それ自体を犯罪として処罰することはできる。例としては破壊活動防止法38条以下にある内乱の教唆などがあるが、このように教唆行為自体が罰せられるものを独立教唆犯という）。
要素従属性とは、共犯が成立するためには概念上の正犯がどこまで犯罪要素を備えていなければならないか、という議論である。つまり、ある行為が犯罪として処罰されるのは、その行為が構成要件に該当し、違法であり、行為者に責任が問えるという3つの条件をすべて満たしている場合だけである。よって共犯が処罰されるのは、正犯者の行為がこの3つの条件すべてを満たしているという意味での「犯罪」である時に限られるのではないか、というのがこの議論の出発点である。
この点については，以下のような形式があるとされる。
- 誇張従属形式（正犯に処罰条件、構成要件該当性、違法性および有責性が必要）（ただし、本来はこのような意味ではなく、要素従属性とは無関係とする指摘もある。）
- 極端従属形式（正犯に構成要件該当性、違法性および有責性が必要）
- 制限従属形式（正犯に構成要件該当性および違法性が必要）
- 最小限従属形式（正犯に構成要件該当性が必要）

また、共犯と正犯又は各共犯に成立する罪名は同じである必要があるかという罪名従属性という問題がある。
犯罪共同説からはこれを肯定する見解が多数であるが、一部の犯罪共同説や行為共同説からは否定される。もっとも、狭義の共犯については、正犯の構成要件該当性への従属性を肯定する通説からは、共犯の罪名が正犯の罪名を上回らないという意味で片面的な罪名従属性が肯定されることになる。これを前提に、65条2項によってこの例外が認められる（つまり共犯の罪名が正犯の罪名を上回ることになる）か否かは争いがあるが、通説は肯定する。
さらに、近年においては、混合惹起説の有力化に伴って従属性の二義性も指摘されている。すなわち、従属性には必要条件としての従属性と連帯性としての従属性があるというものである。例えば、要素従属性は前者の問題とされる。2つの意味の区別は、独立性・（必要条件としての）従属性と個別性・連帯性を分離し、惹起説を前提にしつつ個別的要素についての要素従属性を承認する混合惹起説の論者にとって特に重要だからである。

## 共犯の処罰根拠
共犯がなぜ処罰されるのか、ということが盛んに論じられている（ここでいう共犯とは、狭義の共犯（すなわち教唆犯と幇助犯）を含むことが前提であるが、さらに共同正犯を含めるかについては争いがある。）。これを共犯の処罰根拠の問題という。共犯の処罰根拠についての学説の分類には争いがあるが、ここでは、代表的な五分説を説明する。もっとも、これはドイツにおける分類であり、必ずしも日本における学説状況とは対応しない。

### 責任共犯説（責任共犯論、堕落説）
共犯（特に教唆犯）は、（法益侵害への加功に加えて）正犯者を誘惑・堕落させたために処罰されるべきだ、という立場である。
現在では支持者は少ないが、伝統的な古典派はこれに近い見解を採っていた。極端従属形式に至る。

### 不法共犯説（不法共犯論、違法共犯論）
共犯は、正犯の不法（構成要件該当性＋違法性）を惹起したために処罰されるべき、という立場である。違法論のバリエーションによってさまざまな説がここに分類される。例えば、（二元論を含む）行為無価値論からは行為無価値惹起説が採られたり、二元論からは（法益侵害も処罰根拠に含める）二重の不法内容の理論が唱えられたりする。結果無価値論ないし二元論から唱えられる修正惹起説（後述）もこの一種とされることもある。制限従属形式に至る。

### 惹起説（因果共犯論）
共犯が処罰されるのは、共犯自身が違法に法益侵害結果を惹起するからだ、とする見解。
この見解には、さらに純粋惹起説、修正惹起説、混合惹起説の3つがある。
- 純粋惹起説（独立性志向惹起説）
共犯自身が違法かつ有責に法益を侵害することが処罰根拠であるとして、正犯の構成要件該当性は不要とする（違法性は要求する見解が多い）。限縮的正犯概念を前提として正犯と共犯の区別を行為類型の差に求め、要素従属性が緩和されるだけでなく、正犯なき共犯をも認める（拡張的共犯概念）。また、共犯なき正犯も肯定する。日本では、関西系の結果無価値論者に支持者が多い。従来は共犯独立性説に立つ近代派（牧野英一ら）によって支持されていた。

- 修正惹起説（従属性志向惹起説）
違法の連帯性を前提として、共犯が正犯とともに法益侵害結果を惹起したことに処罰根拠を求める。共犯自身が違法かつ有責であるだけでなく、正犯が構成要件に該当し違法に法益侵害結果を惹起することを要求する。制限従属性を堅持するため、不法共犯論との差異はほとんどないと言われる。日本では、これを元に要素従属性を緩和する見解（「第三の惹起説」と呼ぶ論者もいる）が有力に唱えられている。正犯なき共犯も共犯なき正犯も否定する。

- 混合惹起説
違法の相対性を承認し、共犯が処罰されるのは正犯の構成要件該当性及び違法性を前提とした（制限従属性）共犯自身の違法性に基づくとする。現在最も有力な見解である。正犯なき共犯は否定し、共犯なき正犯は肯定する。

## 共犯の本質
共犯の本質が何であるかについては大きく分けて犯罪共同説と行為共同説が存在する。

### 犯罪共同説
共犯とは数人が共同して構成要件を完成させることであると考え、各人が構成要件該当行為を行うことを要求する。この説では「数人一罪」と捉える。
- 完全犯罪共同説
各行為者の主観面において同一の構成要件を実現しようとする意思を要求する見解である。例えば、AとBが共同実行の意思をもって甲に対して殴る蹴るの暴行を加えて死に至らしめた場合、Aが殺人の故意をもって行い、Bが傷害の故意をもって行っていれば共犯は不成立となる。

- 部分的犯罪共同説
各行為者の主観面が一致していなくても侵害された法益が一致する部分で共犯の成立を認める見解である。上記の例の場合、Aには殺人罪、Bには傷害致死罪が成立し、さらに、傷害致死罪の限度で共同正犯となる。また、窃盗を教唆したところ被教唆者が強盗を犯した場合のような共犯の過剰については、過剰結果については共犯成立を否定し、窃盗罪の範囲で教唆犯を認める。

### 行為共同説
共同正犯は、各行為者が個別に犯罪を遂行し、惹起された法益侵害結果について各自の主観により個別の犯罪が成立すると考える。この説では「数人数罪」と捉える。
数人の間に実行行為を共同する意思があり、その行為と因果関係を有する法益侵害結果があれば共犯が成立することとなる。

## 類似概念
共犯と似た概念に同時犯がある。共犯は各犯罪者が一つの犯罪を行うのに対し、同時犯は各犯罪者が（過失を含めて）意を通じることなく偶然同時に同じ犯罪をすることを指す。この場合は、一部実行全部責任とはならず、各人の犯した罪の限度でのみ処断される（どちらが犯したか不明の部分がある場合は、その部分は両者とも不可罰となる）。例外として同時傷害の特例がある。

## 真犯人の嘘の自供により共犯者にされた冤罪事件
- 吉田岩窟王事件
- 加藤老事件
- 八丈島事件
- 榎井村事件
- 梅田事件
- 八海事件
- 山中事件
- 富山・長野連続女性誘拐殺人事件